# Бродович, Ольга Игоревна
Ольга Игоревна Бродович (18 мая 1939, Ленинград — 13 сентября 2018, Санкт-Петербург) — советский и российский ученый, специалист в области фоносемантики и истории английского языка, доктор филологических наук, профессор.

## Биография
Училась в средней школе № 191 г. Ленинграда. Окончила Ленинградский ордена Ленина и ордена Трудового Красного Знамени государственный университет имени А. А. Жданова по специальности «филолог-германист». После аспирантуры Филологического факультета ЛГУ в 1972 г. защитила кандидатскую, а в 1991 г. — докторскую диссертацию по специальности «Германские языки» и «Общее языкознание».

## Административная и педагогическая деятельность в средней и высшей школе
С 1961 по 1964 год работала учителем английского и французского языка в поселковой средней школе, затем — переводчиком в отделе научно-технической информации ВНИИГ им. Б.Е.Веденеева (1964—1966).
Преподавала на кафедре английской филологии Филологического факультета ЛГУ — СПбГУ: ассистент (1968—1979 гг.), доцент, профессор (2000—2005 гг.).
С 1989 года работала в Санкт-Петербургском институте иностранных языков, с 2005 до конца жизни — ректор ИИЯ.

## Научная деятельность
Профессор О. И. Бродович является автором более 150 публикаций (монографий, научных статей, учебников и учебных пособий) по истории английского языка, теоретическим проблемам перевода, теоретическим проблемам диалектной вариативности, фоносемантике.

## Членство в организациях
- член (являлась также президентом) SPELTA,
- вице-председатель ESU Санкт-Петербурга,
- член Петербургского лингвистического общества,
- член совета Ректоров вузов Санкт-Петербурга[7].

## Избранные работы
Монографии
- Бродович О. И. Диалектная вариативность английского языка: аспекты теории. — Л.: ЛГУ, 1988. 196 с.
- Бродович О. И. Диалектная вариативность английского языка : аспекты теории. — 2-е изд. — М.: ЛИБРОКОМ, 2009.

Статьи и тезисы докладов
- Бродович О. И. О некоторых фундаментальных понятиях фоносемантики // Знак: иконы, индексы, символы: Тезисы докладов международной конференции «Знак: иконы, индексы, символы», посвященной 70-летию со дня рождения проф. С. В. Воронина, 2005.
- Бродович О. И. Отзыв на автореф. канд. дисс. Шестаковой О. В. «Универсальное и специфическое в ономатопее (на материале русского и немецкого языков)», 2013.
- Бродович О. И. Отзыв ведущего оппонента на диссертацию М. Г. Вершининой «Экспликация фоносферы в русской фоносемантической звуковой картине мира (на материале пермских говоров)», 2013
- Бродович О. И., Воронин С. В. (Фоно)лексическое гнездо bogey «бука, пугало»: фоносемантический анализ // Актуальные проблемы психологии, этнопсихолингвистики и фоносемантики: материалы всеросс. конф. — М.; Пенза: Институт психологии и Институт языкознания РАН, ПГПУ им. В. Г. Белинского, 1999. — С. 124—125.
- Бродович О. И., Воронин С. В. Об одной черте диалектной лексики // Вестник Ленингр. госуд. ун-та. — Л., 1985. — Вып. 2. — № 9.
- Бродович О. И., Воронин С. В. Об одном эксцентричном средстве оптимизации коммуникативного процесса. (CockneyRhymingSlang) // Речевое воздействие: психологические и психолингвистические проблемы /Институт языкознания АН СССР — М., 1986.
- Бродович О. И., Швецова Н. Н. Звукоизобразительность и диалектология: взаимовыгодное сотрудничество // Проблемы фоносемантики: Тезисы выступлений на совещании / Отв. ред. Ю. А. Сорокин. — М.: Изд-во ИЯ АН СССР, 1989. с. 7 — 8.
- Бродович О. И., Швецова Н. Н. К вопросу о вариативности слова (на материале звукоизображений открывания рта в английских диалектах) // Проблемы семантики и прагматики: сборник научных трудов. — Калининград: Изд-во КГУ, 1996.
- Бродович О. И., Швецова Н. Н. Звукоизобразительная лексика в английских диалектах: вариативность и фоносемантика // StudiaLinguistica XII. Перспективные направления современной лингвистики: Сборник. — СПб.: Изд-во РГПУ им. А. И. Герцена, 2003 г. — С. 80 — 84.

## Семья
Супруг — Станислав Васильевич Воронин (1935 — 2001) — советский и российский ученый-лингвист, специалист в области фоносемантики, доктор филологических наук, профессор.

## Интересные факты
Являлась автором воспоминаний о своем близком друге, лауреате Нобелевской премии по литературе И. А. Бродском. О. И. Бродович поэт посвятил несколько стихотворений.